# Бребу-Минестірей
Бребу-Минестірей (рум. Brebu Mânăstirei) — село у повіті Прахова в Румунії. Адміністративний центр комуни Бребу.
Село розташоване на відстані 86 км на північ від Бухареста, 33 км на північний захід від Плоєшті, 54 км на південь від Брашова.

## Населення
За даними перепису населення 2002 року у селі проживали 3385 осіб.
Національний склад населення села:
| Національність | Кількість осіб | Відсоток |
| -------------- | -------------- | -------- |
| румуни         | 3375           | 99,7%    |
| угорці         | 9              | 0,3%     |

Рідною мовою назвали:
| Мова      | Кількість осіб | Відсоток |
| --------- | -------------- | -------- |
| румунська | 3377           | 99,8%    |
| угорська  | 7              | 0,2%     |